# Tetiana Łysenko
Tetiana Feliksiwna Łysenko (ukr. Тетяна Феліксівна Лисенко, ur. 23 czerwca 1975 w Chersoniu) – ukraińska gimnastyczka. Trzykrotna medalistka olimpijska z Barcelony.
Igrzyska w 1992 były jej jedyną olimpiadą. Startowała w niej w barwach Wspólnoty Niepodległych Państw. Triumfowała w ćwiczeniach na równoważni oraz w drużynie. Zajęła trzecie miejsce w skoku. Później startowała w barwach Ukrainy. Była medalistką mistrzostw świata. W 1991 sięgnęła po złoto w drużynie (jako reprezentantka ZSRR), była trzecia w ćwiczeniach wolnych (1992) i wieloboju (1993).